# Medaria Arradondo
Medaria Arradondo, né en 1967 à Minneapolis (États-Unis), est un responsable américain des forces de l'ordre qui a occupé le poste de chef du département de police de Minneapolis de 2017 à 2022. Il a été le premier chef noir du département de police de Minneapolis.

## Carrière
Résident du Minnesota de cinquième génération et d'origine colombienne, Arradondo a rejoint le MPD en 1989 en tant qu'agent de patrouille dans la quatrième circonscription et a gravi les échelons de la police jusqu'à ce qu'il soit nommé inspecteur de la première circonscription. En 2007, lui et quatre autres officiers afro-américains ont intenté un procès au département en alléguant une discrimination en matière de promotion, de salaire et de discipline,. Le procès a été réglé par la ville pour 740 000 dollars, et en décembre 2012, Arradondo a été promu à la tête de l'unité des affaires internes chargée d'enquêter sur les allégations de mauvaise conduite des officiers.
Arradondo a été chef adjoint et chef assistant avant d'être nommé nouveau chef de la police de Minneapolis par le maire de Minneapolis, après la démission de l'ancien chef de la police Janeé Harteau à la mi-2017, peu après la fusillade de Justine Damond par l'ancien policier de Minneapolis Mohammed Noor.
Pendant le Super Bowl LII, Arradondo a autorisé l'interdiction d'une tailgate party à la Philadelphie.
En tant que chef de la police, Arradondo a mis fin à la pratique des stings de marijuana de faible niveau en raison de plaintes concernant les disparités raciales, et a codifié la relation entre la police et les prestataires de services médicaux d'urgence (EMT).
Arradondo était chef de la police lors du meurtre de George Floyd et des manifestations et émeutes qui ont suivi,. Il a licencié les quatre officiers impliqués, ce qui a été une décision historique, et s'est ensuite adressé directement à la famille de George Floyd, déclarant que sa position était que les quatre officiers impliqués étaient en faute et qu'il attendait les accusations du procureur du comté et/ou du FBI. Le 10 juin 2020, Arradondo a annoncé à la fois l'annulation des futures négociations contractuelles avec le syndicat de la police et des plans pour faire appel à des experts externes afin d'examiner comment le contrat avec la Fédération des officiers de police peut être restructuré pour créer un système d'alerte qui fournira la transparence sur les officiers "troublés" et "la flexibilité pour une véritable réforme". "Le 16 juin 2020, Arradondo a rejeté l'importance des récents rapports faisant état de 19 départs du département de police de Minneapolis en l'espace d'un an, déclarant que le département de police de Minneapolis connaît une moyenne de 40 départs par an.
Lors d'une interview de Lesley Stahl dans le cadre de l'émission 60 Minutes, diffusée le 21 juin 2020, Arradondo a affirmé qu'il y avait une méfiance envers les forces de l'ordre dans la communauté noire de Minneapolis et que "nous avons besoin d'une bonne police. Nous savons qu'elle est brisée. Au cours de l'interview, Arradondo n'a pas soutenu les demandes de démantèlement et de financement du département de police de Minneapolis, suggérant plutôt l'application des récentes interdictions sur les moyens de contention, tels que les étrangleurs et les entraves au cou, l'élimination des barrières qui protègent les officiers de police de Minneapolis contre les accusations de mauvaise conduite, et les changements aux contrats des syndicats de police qui permettent aux officiers qui sont licenciés ou sanctionnés d'obtenir un arbitrage.
Il s'est opposé à une mesure de vote de 2021 visant à abolir le service de police de Minneapolis, que les électeurs ont finalement rejetée à 56 %.
En décembre 2021, Arradondo a annoncé sa retraite effective l'année suivante, le 15 janvier 2022.

## Vie personnelle
Arradondo est l'un des neuf membres d'une fratrie. Il est diplômé du lycée Roosevelt de Minneapolis et de l'université Finlandia (alors appelée Suomi College) à Hancock, dans le Michigan. Arradondo est la première personne noire à occuper le poste de chef de la police de Minneapolis,.